# Янагита, Гэндзо
Гэндзо Янагита (яп. 柳田 元三 Янагита Гэндзо:, 3 января 1893 — 7 октября 1952) — генерал-лейтенант японской Императорской армии.
Гэндзо Янагита родился в 1893 году в селе Катаока уезда Хигаситикума префектуры Нагано (в настоящее время — город Сиодзири). В 1914 году он окончил Рикугун сикан гакко. В 1922 году окончил с отличием Рикугун дайгакко. В декабре 1932 года получил назначение военным атташе в Польше и Румынии.
После возвращения в Японию в марте 1934 года Гэндзо Янагита был направлен в штаб Квантунской армии. В 1936 году получил звание полковника и назначение в императорскую гвардию.
В августе 1937 года Гэндзо Янагита был переведён на должность начальника отдела мобилизации. В июле 1938 года был назначен командиром 1 полка японской армии. В 1938 году Гэндзо Янагита получил звание генерал-майора и был назначен заместителем начальника 11-й армии. В 1940 году возглавил Японскую военную миссию в Харбине и стал помощником начальника военной разведки Квантунской армии. В декабре 1942 года получил звание генерал-лейтенанта. В 1943 году был назначен командиром 33 дивизии, дислоцированной в Бирме. В начале 1944 года его дивизия понесла большие потери, в связи с чем его планировали отдать под трибунал, но в результате в марте был отправлен отставку. В конце 1944 года был отозван и назначен командующим Порт-Артуром. В 1945 году возглавлял оборону Квантунской области.
Был взят плен в ходе Маньчжурской операции советских войск.
В 1952 году умер, находясь в лагере военнопленных в СССР.